# Fibre del Purkinje
Le fibre del Purkinje sono la parte terminale del sistema di conduzione del cuore; si tratta di cellule cardiache con conducibilità maggiore dei comuni miocardiociti, che penetrano nel miocardio ventricolare attraversando i muscoli papillari e la parete laterale dei ventricoli. Esse sono le più grandi cellule che si ritrovano nel cuore: hanno un diametro di 70-80 micrometri rispetto ai 10-15 micrometri delle cellule del miocardio di lavoro  e il grosso diametro è associato a una velocità di conduzione elevata di circa 1-4 V/s rispetto ai 0,4-1 V/s delle altre cellule del sistema di conduzione del cuore.

## Anatomia

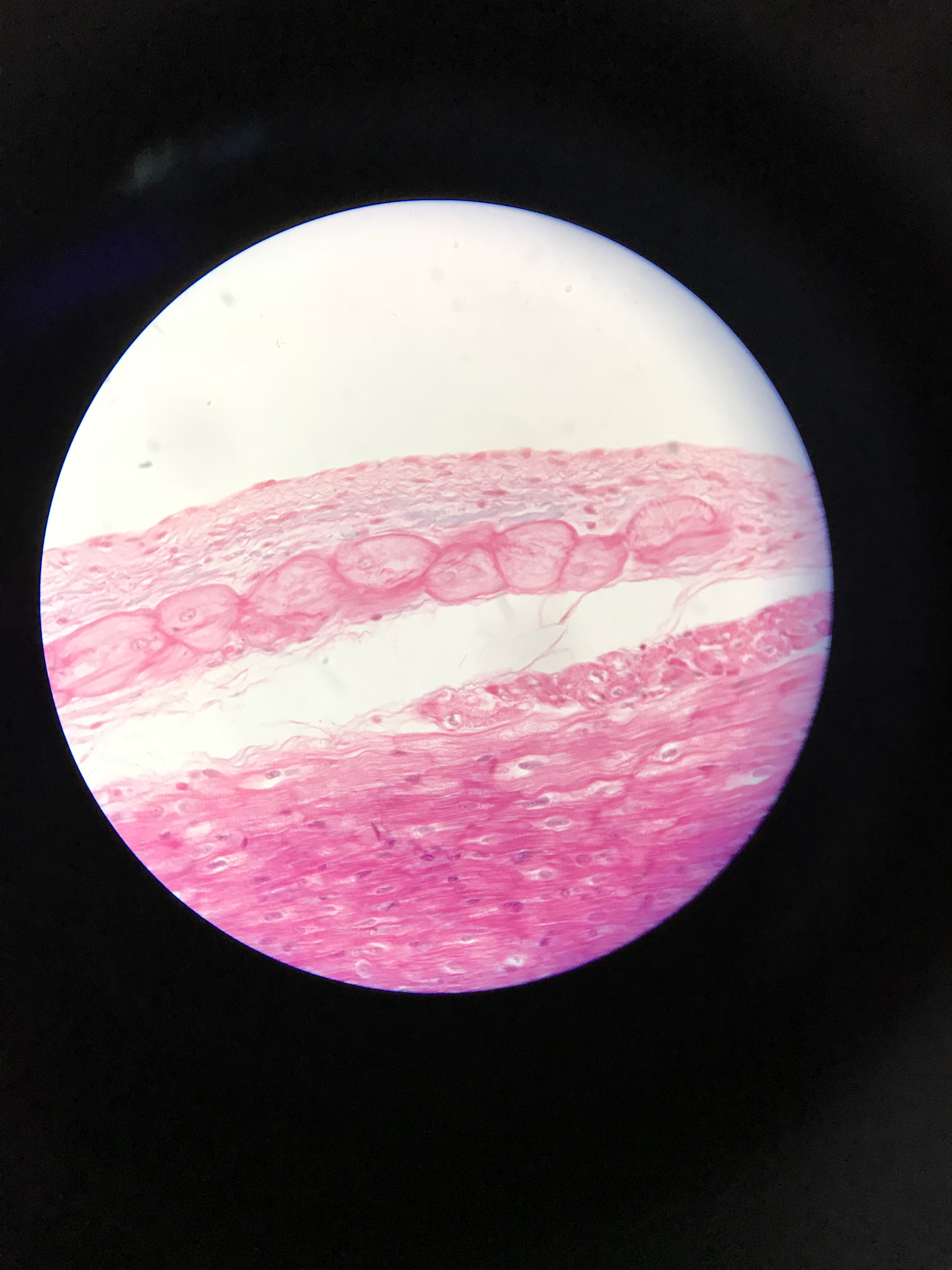
Cellule di Purkinje organizzate a formare la peculiare rete sottoendocardica, generata dalle piú sottili ramificazioni terminali variamente anastomizzate della branca destra e sinistra del fascio di His.

Il fascio di His (detto anche atrio-ventricolare comune) si divide in due branche, destra e sinistra. La branca sinistra possiede due fascicoli, anteriore, più spesso, e posteriore, più sottile, che dopo aver percorso sui due lati del setto interventricolare si riuniscono proprio nelle fibre del Purkinje. Si ritrovano in misura minore nei muscoli papillari. Penetrano in profondità nel miocardio.

## Anatomia comparata
Alcune specie animali a confronto con l'essere umano mostrano differenze sostanziali per quanto riguarda la profondità raggiunta; nei maiali a esempio esse arrivano a sfiorare la superficie epicardica.

## Storia

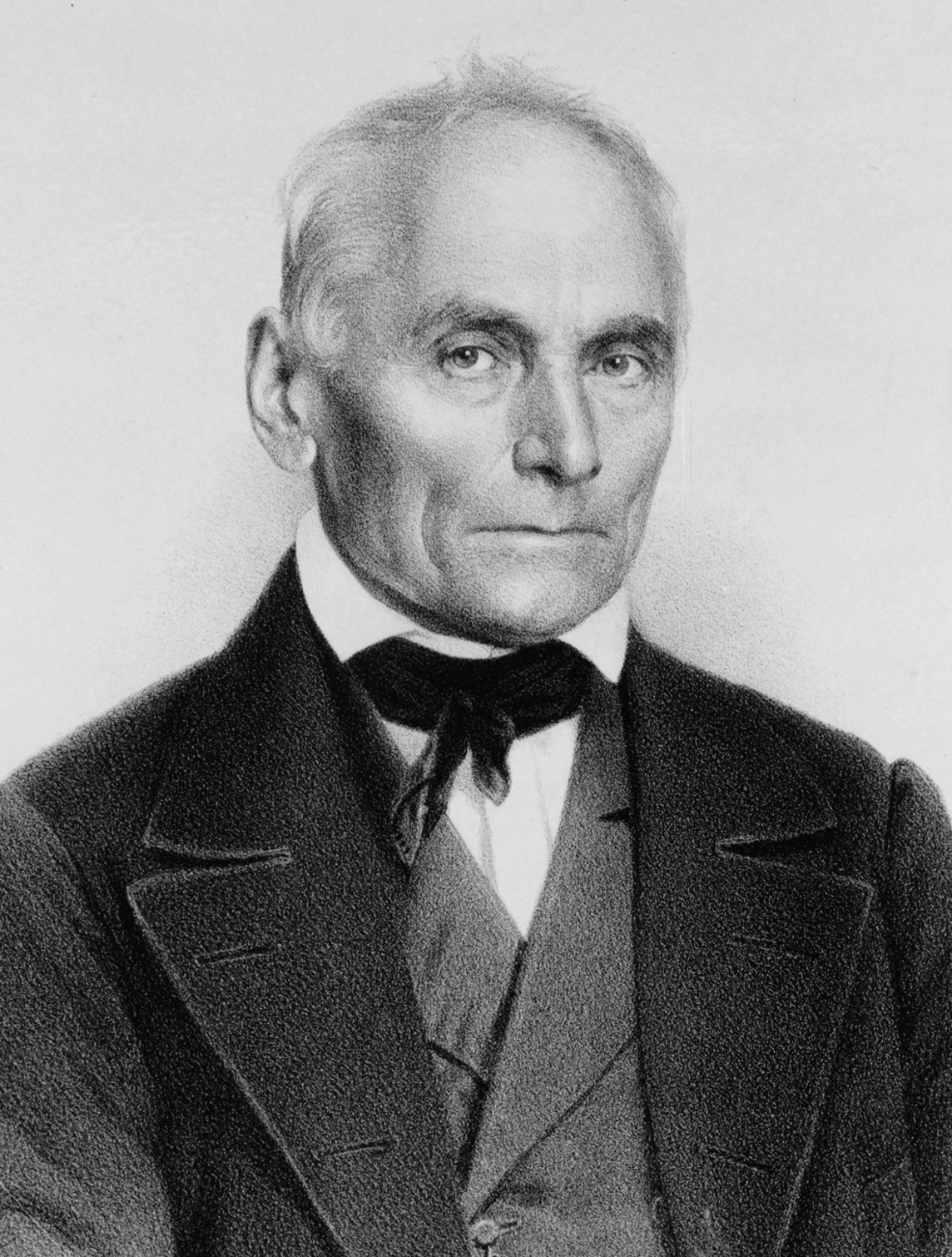
Jan Evangelista Purkyně

Prendono il loro nome dall'anatomista e biologo ceco Jan Evangelista Purkyně (1789-1869). La loro scoperta avvenne nel 1839, ma per quanto riguarda le loro funzioni vennero studiate solo in seguito, nel 1906, grazie al lavoro del medico giapponese Sunao Tawara.

## Funzioni
Esercitano un importante ruolo nella conduzione del battito cardiaco: infatti l'impulso viene trasmesso grazie a tali fibre al miocardio ventricolare, diventando la parte terminale del sistema di conduzione del cuore. Il potenziale d'azione viene mediato dalle connessine (nelle fibre del Purkinje si ritrovano le connessine 40 e 45), e hanno tempi di ripolarizzazione diversi (più lunghi) rispetto alle cellule simili. Inoltre un'altra parte di tali fibre, quelle non aderenti all'endocardio hanno anche la capacità di contrarsi.
Le cellule di Purkinje presentano delle caratteristiche elettrofisiologiche peculiari. Il loro potenziale d'azione è molto simile per sviluppo alle cellule mediocardiche e epicardiche del miocardio di lavoro piuttosto che alle altre cellule nodali (miocardio specifico). Presentano una fase di plateau del potenziale molto sviluppata che allunga il tempo dello stesso, una breve fase di ripolarizzazione precoce causata da correnti uscenti transienti del potassio (transient outward) poco prima della fase di plateau, uno spike notevolmente alto e una fase di depolarizzazione molto veloce.
In caso di malfunzionamento del nodo atrioventricolare (nodo di Aschoff-Tawara) e del nodo senoatriale (nodo di Keith-Flack), subentrano tali cellule nell'attività pacemaker, scaricando in modo molto caratteristico, ad alta intensità e a bassa frequenza. Questa condizione viene definita pacemaker idioventricolare.
L'impulso elettrico attraversa il sistema delle cellule di Purkinje in circa 80 millisecondi.

## Patologia
Anomalie del loro funzionamento provocano aritmie come nella tachicardia ventricolare idiopatica. Inoltre, esiste una forma di displasia che coinvolge le fibre chiamata cardiomiopatia istiocitoide.